# 桑普
潘天蔚（筆名桑普，1975年—）為一臺籍港僑時事評論員。

## 簡歷
其祖籍廣東省江門市新會區，於香港土生土長。其中學畢業於喇沙書院，爲1993年會考十優狀元，是該校首位會考十優狀元，更是全港首位文科十優生。高考後以優異成績赴臺就讀國立臺灣大學法律系、副修哲學，畢業後又赴美維吉尼亞大學修讀法學碩士，回港擔任律師後再進修讀畢北京大學法學博士。
桑普因1994年前於臺灣就讀大學而獲中華民國國籍。2020年《中華人民共和國香港特別行政區維護國家安全法》通過，桑普亦因此前長年投身民主運動而移居臺灣，目前擔任臺灣香港協會理事長。

## 個人生活
其妻爲大學期間認識的臺灣本地同學。

## 政見
桑普為基督徒，其政見接近基督教右翼，支持擁槍、支持全面市場經濟、推崇基督宗教價值。其亦支持香港獨立運動，認為由於專制的中共政權壓迫，港獨、臺獨、疆獨的出現是情有可原和合理的。